# Joegoslavië
Joegoslavië was tussen 1918 en 2003 de naam van meerdere opeenvolgende staten in Zuidoost-Europa. De hoofdstad was telkens Belgrado. Joegoslavië grensde aan Italië, Oostenrijk, Hongarije, Roemenië, Bulgarije, Griekenland en Albanië.
Vanaf 2003 heette een deel van het land Servië en Montenegro, in 2006 viel het uiteen in Servië en Montenegro. De opvolgende staten van Joegoslavië zijn Bosnië en Herzegovina, Kroatië, Montenegro, Noord-Macedonië, Servië en Slovenië. Het betwiste Kosovo riep in 2008 een eenzijdige onafhankelijkheid uit van Servië en was binnen Joegoslavië een autonome provincie.

## Koninkrijk Joegoslavië
Het eerste Joegoslavië (1917-1942) was een monarchie. Van 1918 tot 1929 heette het het Koninkrijk der Serviërs, Kroaten en Slovenen en vanaf 1929 tot 1941 het Koninkrijk Joegoslavië.

## Republiek Joegoslavië
Het tweede Joegoslavië (1943-1992) was het meest bekend: de marxistisch-leninistische staat onder leiding van Josip Broz (beter bekend onder zijn schuilnaam en later bijnaam Tito). Deze staat heette van 1943 tot 1945 de Federale Democratische Republiek Joegoslavië, van 1945 tot 1963 de Federale Volksrepubliek Joegoslavië en van 1963 tot 1992 de Socialistische Federale Republiek Joegoslavië.

### Staatsinrichting (1946-1992)
De communisten, sinds 1945 aan de macht, riepen in 1946 na de verkiezingsoverwinning de Federale Volksrepubliek Joegoslavië uit. Staatshoofd werd Ivan Ribar, maar de werkelijke macht lag bij Josip Tito, die in 1953 het ambt van staatshoofd op zich nam.
Tot 1963 had Joegoslavië een grondwet die sterk op die van de Sovjet-Unie leek. In 1963 werd er een nieuwe grondwet aangenomen waarin Joegoslavië de naam Socialistische Federale Republiek van Joegoslavië kreeg. Staatshoofd van Joegoslavië was de president. Josip Broz Tito, die sinds 1953 dit ambt bekleedde, bleef dit ambt vervullen en werd na de grondwetswijziging van 1974 president voor het leven. De president was tevens voorzitter van het Presidium van het Presidentschap. Dit presidium bestond uit de presidenten van de deelrepublieken, plus de voorzitter van de Joegoslavische Communistenbond. Uit hun midden werd steeds een president gekozen die het ambt één jaar mocht bekleden. Omdat Tito president voor het leven was, ging dit roulerend systeem pas in 1980 - het jaar van Tito's overlijden - in. In vergelijking met andere marxistisch-leninistische staten bezat de president een relatief grote macht.

Naast het presidentschap kende men in Joegoslavië tot 1992 tevens het voorzitterschap van de Federale Uitvoerende Raad, vergelijkbaar met het ambt van minister-president of eerste minister. De Federale Uitvoerende Raad werd uit het midden van het verenigde parlement gekozen. Het ambt van minister was in 1953 afgeschaft en vervangen door dat van secretaris. De secretarissen waren dus lid van het parlement en belast met het uitvoeren van de besluiten.

Grondgebied door de jaren heen van het eerste, tweede en derde Joegoslavië

Joegoslavië kende een tweekamerparlement (volgens de grondwetswijziging van 1974). In de Bondskamer hadden 220 leden zitting; 30 voor de zes verschillende republieken en 20 voor de twee autonome provincies. Deze vertegenwoordigers werden via getrapte verkiezingen (dat wil zeggen indirect) gekozen. De Kamer van de Republiek en de Autonome Provincies bestond uit 88 leden (12 leden voor iedere republiek, 8 leden voor iedere autonome provincie). Deze Kamer werd gekozen uit het midden van de diverse deelparlementen van de republieken.
De gemeenteraden hadden twee-kamers: één door burgers gekozen kamer en één door arbeiders- en boeren samengestelde kamer (bestaande uit afgevaardigden van deze beroepsgroepen).
De deelrepublieken hadden ieder een eigen grondwet, die echter allemaal sterk op elkaar leken. Daarnaast bezat elke republiek een eigen parlement, regering en constitutioneel hof. De autonomie van Kosovo en Vojvodina, was tot de tweede helft van de jaren tachtig groot. De Servische partijvoorzitter van de communistenbond, Slobodan Milošević heeft toen de macht der autonome provincies sterk ingeperkt en zelfs geheel ongedaan gemaakt.

### Joegoslavische Communistenbond
De macht van de Joegoslavische Communistenbond 
(ook Joegoslavische Communistische Liga genaamd) was vrij groot, doch beperkter dan die van de communistische partijen in andere Oost-Europese landen. Tot zijn dood in 1980 was Tito voorzitter van de Joegoslavische Communistenbond. De communistenbond heette tot 1964 Joegoslavische Communistische Partij, maar om het idee te wekken dat de communisten in Joegoslavië minder (partij)bureaucratisch te werk gingen dan hun Sovjet-Russische collega's, werd de naam gewijzigd in communistenbond.
Hoogste orgaan van de Joegoslavische Communistenbond was officieel het partijcongres, maar de werkelijke macht lag bij het tijdens het partijcongres gekozen centraal comité, waaruit het dagelijks bestuur, het presidium van de communistenbond werd gekozen.

### Socialistische Alliantie
De Socialistische Alliantie (ruim 8,5 miljoen leden) was de organisatie die alle massa-organisaties omvatte, namelijk de vakbonden, de vrouwenbonden, arbeidersraden, de kunstenaarsverenigingen en de verenigingen voor intellectuelen. De macht van de Socialistische Alliantie was groter dan die van de massa-organisaties van de omliggende socialistische landen, omdat de Joegoslavische Communistenbond vaak bepaalde taken delegeerde aan de Socialistische Alliantie.

### Ondergang
Met de val van het communisme tussen 1989 en 1992 in Joegoslavië, viel het land de facto (en ook de jure) uiteen. Het uiteenvallen van het land ging in de periode van 1992-1999 gepaard met een serie van bloedige (burger)oorlogen. In de loop van het daaropvolgende decennium ontstonden zeven nieuwe landen, waarvan Kosovo anno 2023 nog geen universele erkenning geniet.
| Vlag | Land                  | Hoofdstad | Taal                            | Religie              | Munteenheid        | Opmerking |
| ---- | --------------------- | --------- | ------------------------------- | -------------------- | ------------------ | --- |
|      | Bosnië en Herzegovina | Sarajevo  | Bosnisch, Servisch en Kroatisch | Islam en christendom | Bosnische mark     | Het land bestaat uit de gebieden Bosnië en Herzegovina. Staatkundig bestaat het uit Federatie van Bosnië en Herzegovina en Servische Republiek. |
|      | Kroatië               | Zagreb    | Kroatisch                       | Christendom          | Euro               | |
|      | Kosovo                | Pristina  | Albanees                        | Islam                | Euro               | Staat met beperkte erkenning, (101 erkenningen van de 193 lidstaten van de Verenigde Naties).                                                   |
|      | Montenegro            | Podgorica | Montenegrijns                   | Christendom          | Euro               | |
|      | Noord-Macedonië       | Skopje    | Macedonisch                     | Christendom          | Macedonische denar | Het land heette tot 2019 Macedonië, waarna het werd hernoemd ter onderscheiding van de gelijknamige Griekse regio.                              |
|      | Servië                | Belgrado  | Servisch                        | Orthodox christendom | Servische dinar    | De autonome regio Vojvodina bevindt zich in het noorden van Servië.                                                                             |
|      | Slovenië              | Ljubljana | Sloveens                        | Christendom          | Euro               | |

## Federale Republiek van Joegoslavië (1992-2003)

Uiteenvallen Joegoslavië

Het derde Joegoslavië (1992-2003) ontstond uit de Joegoslavische Oorlog. Het omvatte Servië en Montenegro. De officiële naam was de Federale Republiek Joegoslavië. Ook werd in de beginjaren wel gesproken over Klein-Joegoslavië. Vrijwel alle republieken gingen verder als onafhankelijke staten behalve Servië en Montenegro, die een nieuwe federatie oprichtten. De naam van het land werd de Federale Republiek Joegoslavië, waarop grote kritiek kwam uit sommige voormalige Joegoslavische republieken. Volgens hen mochten Servië en Montenegro de naam Joegoslavië niet gebruiken, omdat zij daarmee probeerden een continuïteit tussen het oude Joegoslavië en de Servisch-Montenegrijnse rompstaat te creëren - iets wat niet strookte met de internationaal-rechterlijke successie. Op 28 april 1992 werd er een grondwet aangenomen. Het collectieve presidentschap werd vervangen door een gekozen presidentschap. De president trad op als staatshoofd en opperbevelhebber van de strijdkrachten. De president werd door het verenigde parlement gekozen. Aan het hoofd van de Ministerraad stond een federaal premier.
Het federale parlement bestond uit twee-kamers, de Raad van de Republieken, bestaande uit vertegenwoordigers van de deelrepublieken Servië en Montenegro, en een Raad van Burgers, bestaande uit 138 direct gekozen leden. In deze nieuwe federatie had de Joegoslavische Communistenbond geen monopoliepositie meer. De bond werd daarna opgeheven. De feitelijke opvolger van de communistenbond werd Slobodan Milošević's Servische Socialistische Partij (SSP), die tot de val van Milošević in 2000 een niet-officiële monopoliepositie bezat. Vooral in de beginperiode van Milošević' bewind was de SSP machtig, daarna moest het de macht delen met andere partijen, waaronder die van de echtgenote van Milošević, Mira Markovic, de Unie van Verenigd Links (een orthodox-communistische partij). Na de val van Milošević kwam Vojislav Koštunica (1944) van de sociaaldemocratische Servische Democratische Partij (SSD) aan de macht.
De Federale Republiek Joegoslavië kwam in 2003 ten einde en werd vervangen door de losse federatie Servië en Montenegro (nieuwe grondwet 4 februari 2003). Op 3 juni 2006 hield deze confederatie ook op met bestaan, nadat Montenegro na een referendum de onafhankelijkheid uitriep.

## Geschiedenis in vogelvlucht
- 1918: in de nasleep van de ontmanteling van Oostenrijk-Hongarije na de Eerste Wereldoorlog wordt door samengaan van het Koninkrijk Servië enerzijds en de Staat SHS anderzijds het Koninkrijk der Serviërs, Kroaten en Slovenen gevormd, met de Serviër Peter I als koning. De kiem voor latere conflicten is meteen gelegd, omdat Servië voor een eenheidsstaat pleit terwijl Kroatië meer ziet in een federatie. Servië drijft zijn zin door. Kroatië probeert zich in 1928 los te maken nadat een belangrijke Kroaat in het parlement wordt doodgeschoten.
- 1919: de noordgrens van het nieuwe Koninkrijk werd geregeld in het Verdrag van Saint-Germain.
- 1920: de westgrens van het nieuwe Koninkrijk werd geregeld in het Verdrag van Rapallo.

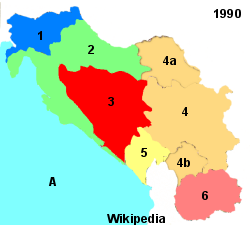
Joegoslavië rond 1990.
1: Slovenië;
2: Kroatië;
3: Bosnië en Herzegovina;
4: Servië;
4a: Vojvodina;
4b: Kosovo;
5: Montenegro;
6: Macedonië;
A: Adriatische Zee

- 1924: het verdrag van Rome wijst het door Italië reeds bezette Rijeka definitief toe aan Italië.
- 1929: Alexander, koning sinds 1921, ontbindt het parlement en het stelt een persoonlijke dictatuur in. Deze periode werd bekend als de zes-januari-dictatuur, ontleend aan de datum waarop de dictatuur werd afgekondigd.
- 1929: op 3 oktober wordt de landsnaam gewijzigd in Joegoslavië (= Zuid-Slavië) en verdwijnen alle verwijzingen naar de volkeren, die deel uitmaken van het land. De verschillende gebieden worden voortaan naar rivieren vernoemd.
- 1931: in september verkondigt de koning de geoctrooieerde grondwet, waarmee het Koninkrijk Joegoslavië een erfmonarchie werd onder leiding van het Huis Karađorđević.
- 1939: Kroatië krijgt meer autonomie. De Joegoslavische regering sluit zich in maart 1941 aan bij de asmogendheden. Serviërs komen hier tegen in opstand, werpen de regering van prins-regent Paul omver en zetten koning Peter II op de troon. Hierop valt Duitsland het land binnen, dat na de capitulatie verdeeld wordt en deels onder Italiaans, Duits, Hongaars en Bulgaars bestuur komt. Zie ook Tweede Wereldoorlog.
- 1944: communistische partizanen aangevoerd door Tito bevrijden in oktober Belgrado, met hulp van sovjettroepen. Een jaar later worden er verkiezingen gehouden, met slechts één lijst. In 1946 wordt de monarchie afgeschaft en de Federale Volksrepubliek Joegoslavië ingesteld, bestaande uit de zes republieken Servië, Kroatië, Slovenië, Bosnië en Herzegovina, Montenegro en Macedonië en twee autonome gebieden: Kosovo en Vojvodina.
- 1948: breuk met de Sovjet-Unie. Joegoslavië weigert verdere betutteling en kiest voor een onafhankelijke koers binnen het communisme; op buitenlands gebied behoorde het land vanaf het begin in 1961 tot de drijvende krachten achter de Organisatie van Niet-gebonden Landen.
- 1974: een door Edvard Kardelj geïnspireerde nieuwe federale grondwet wordt aangenomen, die het centralisme vermindert en de republieken meer bevoegdheden toekent.
- 1980: Tito overlijdt. Tegenstellingen tussen de verschillende nationaliteiten komen verder aan de oppervlakte. Servië wordt steeds dominanter.
- 1981: oproer in Kosovo. De provincie telt voor elke 1000 inwoners 337 ambtenaren, 228 Serviërs en 109 Albanezen, hoewel bijna 85% van de bevolking Albanees is (1981). 20.000 studenten scanderen Kosovo - republiek.
- 1985: In 1985 waren er 699 stakingen, tweemaal meer dan in 1984, viermaal meer dan in 1983. De economische situatie verslechtert in snel tempo.
- 1986: het Sanu-Memorandum verschijnt. In dit door Dobrica Ćosić geïnspireerde en onder leiding van leidende Servische intellectuelen geschreven manifest van de Servische Academie van Kunsten en Wetenschappen wordt het Servische volk als cultureel, economisch en politiek bedreigd afgeschilderd en eisen zij "de totale nationale en culturele eenheid van het Servische volk, ongeacht de republiek of provincie waarin het leeft".
- 1986: Slobodan Milošević wordt Servisch partijleider.
- 1988: In de autonome provincie Vojvodina belegeren Servische nationalisten het parlement en eisen het aftreden van de regering. In november verzamelen zich tienduizenden Serviërs in een geregisseerde demonstratie voor het afschaffen van de autonomie van Kosovo.
- 1989: Milošević wipt zijn vriend en voorbeeld Ivan Stambolić uit het zadel en wordt president van Servië. In de republiek Montenegro belegeren Servische nationalisten het parlement en eisen het aftreden van de regering. Deze treedt af en bondgenoot van Milošević Momir Bulatović neemt de regering over. Staking en protest in Kosovo over het voorstel van Servië de autonomie van Kosovo af te schaffen; in Slovenië worden in één dag 450.000 handtekeningen onder solidariteitsbetuigingen voor de Albanezen opgehaald, meer dan een op de vijf Slovenen ondertekent. Het parlement van Kosovo wordt door Servische tanks omsingeld en gedwongen met de afschaffing van de autonomie in te stemmen, Albanese leiders waaronder Azem Vllasi worden gearresteerd.
- 1989: Ibrahim Rugova richt in Kosovo de Democratische Liga van Kosovo (LDK) op, die zich vreedzaam wil verzetten tegen de door Milošević uitgeroepen noodtoestand en buitenwerkingstelling van het rechtssysteem in Kosovo.
- april 1990: in de republieken Slovenië (twee kiesrondes op 8 april en 12 april), Kroatië (twee kiesrondes op 22 april en 7 mei), Bosnië en Herzegovina (18 november), Macedonië (25 november), Servië en Montenegro (9 december en 23 december) worden vrije verkiezingen gehouden. In Slovenië en Kroatië, de welvarendste landsdelen, winnen pro-onafhankelijkheidspartijen; in Servië en Montenegro winnen de nationalisten Milošević en Momir Bulatović. In Macedonië werd weliswaar de nationalistische VMRO grootste partij maar deze kon geen dominante positie veroveren, terwijl in Bosnië en Herzegovina naar etnische scheidslijnen gestemd werd en Alija Izetbegović er de grootste partij leidde.
- mei 1990: op 13 mei 1990 leidde een voetbalwedstrijd tussen GNK Dinamo Zagreb en Rode Ster Belgrado tot etnische conflicten. Het was een soort voorbode van de op til zijnde burgeroorlog. De fans van de Rode Ster riepen: "We zullen Tudjman doden". De Dinamo-supporters gooiden met stenen.
- 23 december 1990: Slovenië houdt een volksraadpleging over de Sloveense soevereiniteit, waarbij de opkomst 93,2% is en zich 88,5% voor een onafhankelijk en zelfstandig Slovenië uitspreekt.
- 1991: Politiek leiders zoals George Bush en zijn minister James Baker, Jacques Delors, Hans van den Broek en Gianni de Michelis, Lawrence Eagleburger en vele anderen spreken namens hun regeringen hun steun uit voor de centralistische krachten in Joegoslavië en het behoud van de federatie.
- 1991: in juni verklaren Slovenië en Kroatië zich onafhankelijk. Het federale leger (vnl. bestaande uit Serviërs) grijpt in. Tien dagen oorlog tegen Slovenië die eindigt met het Akkoord van Brioni; tegen Kroatië duurt de oorlog tot begin 1992. In beide gevallen verliest de federale overheid. Tegen de onafhankelijkheid van Macedonië, in september, wordt niet opgetreden. Het leger heeft namelijk de handen vol aan de oorlog tegen de Kroaten.
- 1992: in februari kiest een meerderheid van de kiezers in Bosnië en Herzegovina voor onafhankelijkheid, in een volgens de Bosnische grondwet ongeldig referendum (een dergelijk besluit kon slechts genomen worden als er een meerderheid binnen alle drie nationale volkeren, Kroaten, Bosniakken en Serviërs, voor zo'n voorstel zou bestaan). Bosnische Serviërs, gesteund door Servië, komen in verzet. Oorlog tot eind 1995, toen de Dayton-akkoorden bereikt werden.
- 1991-1992: Joegoslavië houdt op te bestaan als subject van internationaal recht.
- 1992: De deelrepublieken Servië en Montenegro roepen op 27 april een nieuwe Federale Republiek Joegoslavië uit.
- 1997: Milošević wordt president van Joegoslavië. Het Kosovaarse Bevrijdingsleger UCK treedt nadrukkelijk naar voren in het conflict in Kosovo en verkrijgt veel steun van de bevolking, sinds de in 1989 door de Democratische Liga van Kosovo begonnen vreedzame politiek van verzet nog steeds geen vruchten afwerpt. Het gezag van Liga-leider Ibrahim Rugova brokkelt af ten gunste van het UCK, dat naar onafhankelijkheid streeft.
- 1998: Gevechten in Kosovo. Tienduizenden Albanezen slaan op de vlucht voor het geweld. In oktober eist de VN-Veiligheidsraad dat er een einde komt aan de gevechten en dat het Servische leger zich terugtrekt uit Kosovo. De Raad stelt een ultimatum, en de NAVO dreigt in te grijpen als er geen gehoor aan wordt gegeven. Uiteindelijk wordt een staakt-het-vuren bereikt; waarnemers van de OVSE zien toe op naleving ervan.
- 1999: In Kosovo neemt de strijd tussen het Servische leger en politie en de Albanese guerrillabeweging UCK weer in hevigheid toe (Kosovo-oorlog). In Rambouillet en Parijs wordt onderhandeld over de staatkundige toekomst van Kosovo. De delegatie van Albanese Kosovaren gaat akkoord met het verdragsvoorstel van Rambouillet; Servië wijst dat echter af. Servië is ook niet bereid de autonomie die Kosovo vóór 1989 genoot te herstellen. Daarmee zijn de onderhandelingen mislukt. De OVSE-waarnemers worden uit Kosovo geëvacueerd en de strijd escaleert. In maart besluit de NAVO (zonder mandaat van de Veiligheidsraad van de VN) over te gaan tot militair ingrijpen. Aanvankelijk worden er alleen militaire doelen gebombardeerd, maar na enkele weken ook burgerdoelen in Servië. Nadat de bombardementen twee maanden hebben geduurd, geeft Milošević toe aan de eisen van de NAVO. In juni wordt Kosovo door de VN onder internationaal bestuur geplaatst.
- 2000: in oktober treedt Milošević af na de verkiezingswinst van Vojislav Koštunica.
- 2000: op 1 november treedt Joegoslavië toe tot de Verenigde Naties.
- 2001: Voormalig president Milošević werd in de nacht van 31 maart in zijn villa in Dedinje, een voorstad van Belgrado, gearresteerd. 's Namiddags zat hij al in de gevangenis op beschuldiging van genocide, corruptie en machtsmisbruik. Milošević wordt in juni 2001 overgedragen aan het Joegoslavië-tribunaal.
- 2002: in maart komen de Servische en Montenegrijnse regeringen overeen de federale republiek om te vormen tot een veel lossere unie met de naam Servië en Montenegro. Een belangrijke clausule in het door diplomatie van de Europese Unie bereikte akkoord is dat vóór 2005 geen referenda gehouden mogen worden over onafhankelijkheid (waar vooral het kleine Montenegro naar streeft). De federale en nationale parlementen stemmen met het plan in, en vanaf 4 februari 2003 heet het land Servië en Montenegro.
- 2004: op 1 mei treedt Slovenië toe tot de Europese Unie.
- 2006: op 11 maart wordt Slobodan Milošević dood aangetroffen in zijn cel in Den Haag, waar hij wordt berecht voor het Joegoslavië-tribunaal.
- 2006: op 21 mei kiest 55,4% van de Montenegrijnen voor onafhankelijkheid; nadat de nodige formaliteiten geregeld zijn, zal de confederatie Servië en Montenegro niet meer bestaan.
- 2008: op 17 februari roept Kosovo eenzijdig de onafhankelijkheid van Servië uit.
- 2008: Voormalig Bosnisch-Servisch president Radovan Karadžić wordt op 21 juli gearresteerd terwijl hij op weg is naar de buitenstad van Belgrado. Hij zit momenteel vast in Den Haag op beschuldiging van genocide en misdaden tegen de menselijkheid.
- 2011: De van oorlogsmisdaden verdachte Bosnisch-Servische ex-generaal Ratko Mladić is op 26 mei 2011 bij toeval opgepakt door een speciaal politieteam dat al jaren jacht op hem maakte.
- 2013: op 1 juli treedt Kroatië toe tot de Europese Unie.
- 2017: op 22 november wordt Bosnisch-Servische ex-generaal Ratko Mladić in Den Haag veroordeeld tot levenslang voor o.a. genocide.
- 2021: Op 8 juni wordt Ratko Mladic, na beroep, opnieuw veroordeeld tot levenslange gevangenisstraf voor o.a. genocide.

## Demografie

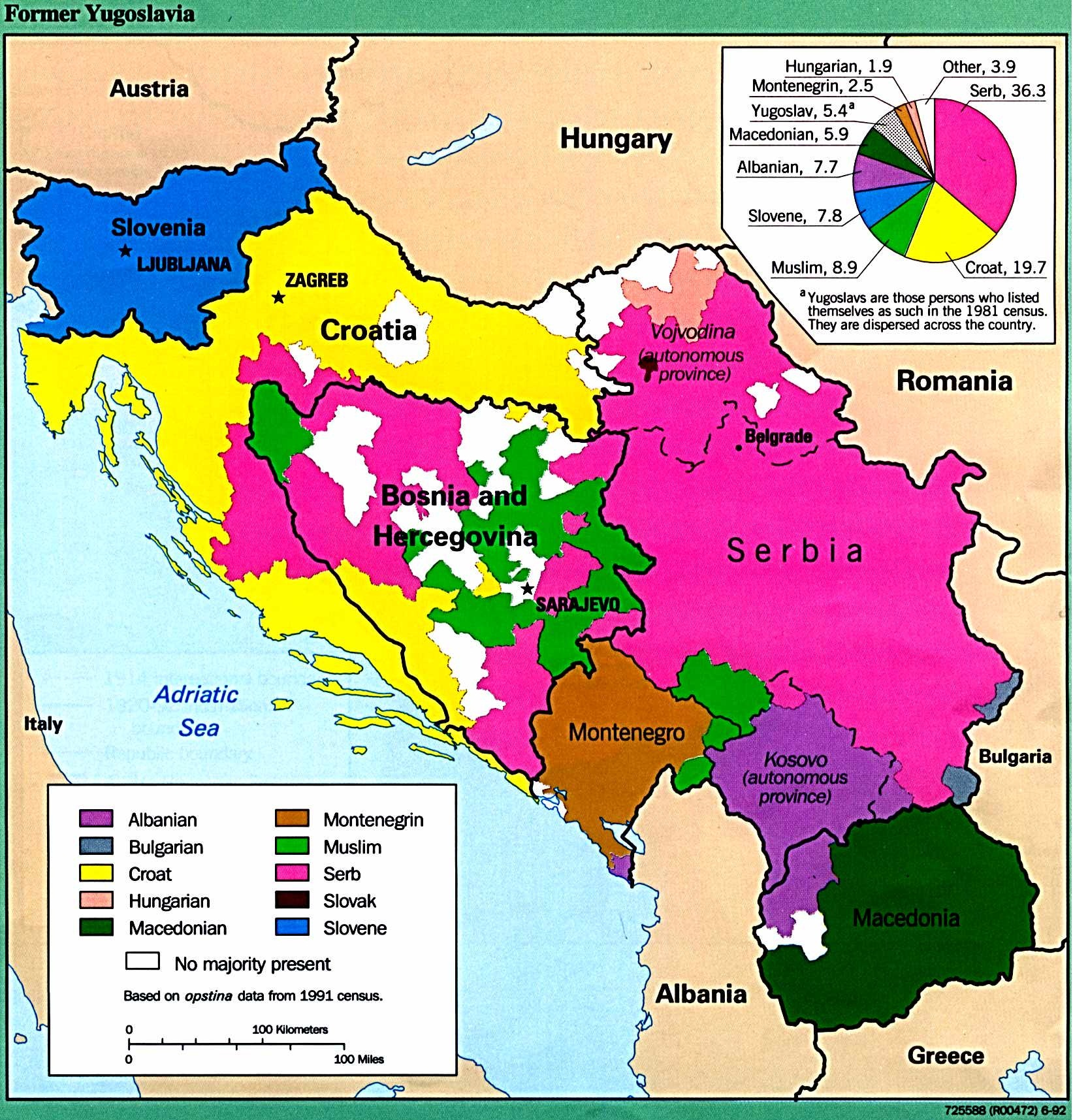
Bevolkingsgroepen in Joegoslavië (1991)

Etnische samenstelling:
- Serviërs 36,3%
- Kroaten 19,7%
- Bosniakken 8,9%
- Slovenen 7,8%
- Albanezen 7,7%
- Macedoniërs  5,9%
- Joegoslaven 5,4%
- Montenegrijnen 2,5%
- Hongaren 1,9%
- overig 3,9%